# Halden Ishall
Halden Ishall – kryte lodowisko położone w Halden, na którym swoje mecze rozgrywa drużyna hokejowa 1. divisjon – IK Comet. Obiekt powstał w 1987 roku i może pomieścić 1 200 widzów.